# Neomaso setiger
Neomaso setiger là một loài nhện trong họ Linyphiidae.
Loài này thuộc chi Neomaso. Neomaso setiger được Alfred Frank Millidge miêu tả năm 1991.